# Kiiroi karasu
Kiiroi karasu (trad. Il corvo giallo) è un film del 1957 diretto da Heinosuke Gosho.

## Trama
La maestra elementare di Kiyoshi, di 9 anni, colpita dal fatto che il bambino, di recente, aveva cominciato a fare disegni colorati esclusivamente di giallo e nero, aveva chiesto il parere di un esperto, che le aveva spiegato che il fenomeno non era sconosciuto agli studiosi, e si manifestava in bambini rimasti privi di genitori, in particolare dopo una guerra, e che comunque rivelava un ambiente familiare profondamente insoddisfacente per il bambino.
Ichiro Yoshida era stato di recente rilasciato, come ex-prigioniero di guerra, dopo aver scontato la sua pena nelle carceri alleate, e si era ricongiunto con la moglie Machiko ed il figlio Kiyoshi, nato dopo la sua partenza per la guerra, e che quindi non aveva mai visto prima.
Ichiro, nel suo rientro nella vita civile, è disorientato in un mondo che è profondamente cambiato nel dopoguerra, e i rapporti col figlio sono tutt’altro che rosei. La situazione non migliora quando alla coppia nasce una bambina. Gelosie, incomprensioni e fraintendimenti si moltiplicano, e Kiyoshi trova spesso rifugio presso una propria amichetta, Haruko, figlia adottiva di una vicina di casa.
Kiyoshi e Haruko hanno uno zoo personale, dove tengono topini ed altri animaletti, ai quali viene aggiunto un giovane corvo, ancora incapace di volare, trovato disperso in una foresta, e che essi ospitano. Una mattina, dopo che Ichiro, adirato, in un’ennesima discussione col figlioletto, libera il corvo, Kiyoshi scappa di casa, lasciando un disegno giallo-nero di un corvo (il corvo è giallo, lo sfondo nero), corredato da uno scritto nel quale si augura la morte del padre, che lo ha spesso accusato di misfatti di cui era innocente.
Dopo una giornata di intense infruttuose ricerche da parte di Ichiro e di alcuni volontari, Kiyoshi, esposto alle intemperie e ad alcune traversie, la notte, fa ritorno, ma non a casa propria: a casa di Haruko, alla cui madre chiede di poter essere adottato.
Machiko, che ha udito la proposta che il figlio ha fatto alla vicina, ha un colloquio chiarificatore con Ichiro, nel quale mette in chiaro che la situazione non è così semplice come lei, nella gioia di reincontrare il marito dopo la guerra, aveva prospettato, e nel quale riconosce anche la propria eccessiva condiscendenza alle esigenze di Ichiro, ed entrambi si ripropongono di adottare un diverso e più adeguato modo di porsi riguardo al figlio.
La vicina riporta Kiyoshi alla famiglia.
Ci si riappacifica, e Kiyoshi ritorna a realizzare un disegno multicolore.